# Търкашени
Търкашени е село в Северна България.
То се намира в община Елена, област Велико Търново.

## География
Село Търкашени се намира в планински район.